# Heinz-Joachim Rothenburg
Heinz-Joachim Rothenburg (Luckenwalde, 9 aprile 1944) è un ex pesista tedesco.

## Palmarès
| Anno | Manifestazione | Sede              | Evento         | Risultato | Prestazione | Note                          |
| ---- | -------------- | ----------------- | -------------- | --------- | ----------- | ----------------------------- |
| 1969 | Europei indoor | Belgrado          | Getto del peso | Bronzo    | 18,69 m     |                               |
| 1969 | Europei        | Atene             | Getto del peso | Argento   | 20,05 m     |                               |
| 1970 | Europei indoor | Vienna            | Getto del peso | Argento   | 19,70 m     |                               |
| 1971 | Europei indoor | Sofia             | Getto del peso | 5º        | 19,32 m     |                               |
| 1971 | Europei        | Helsinki          | Getto del peso | Argento   | 20,47 m     |                               |
| 1972 | Europei indoor | Grenoble          | Getto del peso | 4º        | 19,90 m     |                               |
| 1972 | Olimpiadi      | Monaco di Baviera | Getto del peso | 11º       | 19,74 m     |                               |
| 1974 | Europei indoor | Göteborg          | Getto del peso | Argento   | 20,87 m     | Miglior prestazione personale |
| 1976 | Olimpiadi      | Montréal          | Getto del peso | 10º       | 19,79 m     |                               |

## Altre competizioni internazionali
1975
- Coppa Europa di atletica leggera ( Nizza)